# Wendische Predigergesellschaft zu Leipzig

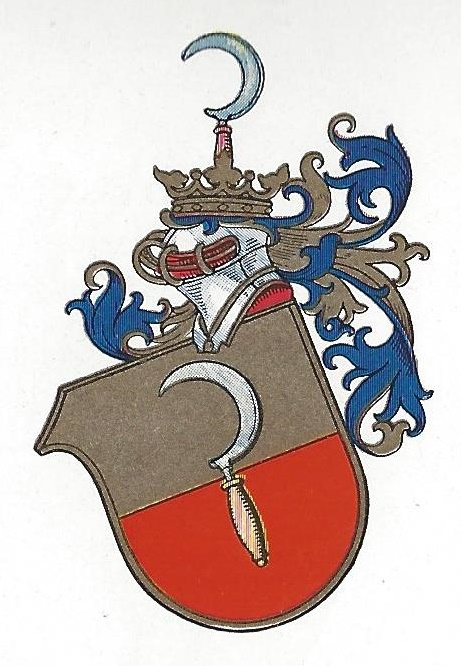
Das Wappen aus dem Jahr 1890

Die Wendische Predigergesellschaft zu Leipzig (sorbisch Serbske prědarske towarstwo) wurde am 10. Dezember 1716 als sorbischer Sprachverein mit dem lateinischen Namen Societas Lusatorum Sorabica an der Universität Leipzig gegründet, mit dem Zweck die Mitglieder auf das Predigen in sorbischer Sprache vorzubereiten. Der Verein wurde 1806 erst in Lausitzer Predigerkollegium und 1810 in Lausitzer Predigergesellschaft umbenannt, da es innerhalb der Gesellschaft neben dem sorbischsprachigen Sorabicum einen später gleichberechtigten deutschsprachigen Zweig von Studenten aus der Lausitz gab.

## Sorbischer Sprachverein
Mitglieder konnten anfangs nur sorbischsprachige Studenten werden:

„... besteht aus solchen Mitgliedern, welche die wendische Sprache, wie sie in einem Teil der Oberlausitz gesprochen wird, verstehen.“

„... soll allein aus solchen Mitgliedern bestehen, welche der oberlausitz–wendische Sprache kundig sind, oder sich doch in der That befleisigen, solche zu erlernen.“

Hauptzweck der Vereinigung war das wechselseitige Unterstützen im Predigen auf Sorbisch:

„Ihr einziger Zweck ist, sich alle Sonnabend Nachmittags in der ihnen von der Universität angewiesenen Paulinerkirche von 1 bis 2 Uhr im wendischen Predigen zu üben …“

## Geschichte
1716 schlossen sich sorbische Studenten der evangelischen Theologie aus der Oberlausitz an der Universität Leipzig, Mosig, Bär, Bulitius und Kneschke, unter Führung der Magister Ast und Schirach zum „Wendischen Prediger-Collegium“ zusammen. Ihr Vorhaben war, Predigten in ihrer Muttersprache auszuarbeiten und sie sich gegenseitig vorzutragen, um sich auf ihre spätere Tätigkeit vorzubereiten. Nicht-Theologen schlossen sich 1755 als außerordentliche Mitglieder der nun so genannten „Societas Sorabica“ an. Nach 50 Jahren, 1767, gaben die Ehemaligen des „Oberlausitz-wendisches Prediger-Kollegs“ eine „Oberlausitz-wendische Kirchenhistorie“ heraus und förderten weiterhin Sprache und Literatur der Sorben. Bis zu Beginn des 20. Jahrhunderts waren die Lausitzer Heimat und die theologische Ausbildung für die Gesellschaft bindend.
Der Verein wurde während der demokratischen Märzrevolution 1849 Mitglied des demokratischen studentischen sorbischen Vaterlandsvereins Serbska Lipa, 1875 der Maćica Serbska.
Im Laufe des 19. Jahrhunderts wandelte sie sich zu einer Akademischen Verbindung, die 1909 den Namen Sorabia annahm – dies sollte den Bezug zum Sorbenland herstellen und den Stiftern der Gesellschaft gerecht werden. Dieser Prozess mündete 1934 in der Aufnahme der Sorabia in die Deutsche Landsmannschaft (DL).
Mit der Auflösung der sorbischen Abteilung Sorabicum innerhalb der Lausitzer Predigergesellschaft 1899 handelt es sich bei dieser nicht mehr um einen sorbischen Sprachverein.

## Bekannte Mitglieder
- Christian August Crusius (1715–1775), Philosoph und Theologe
- Georg Körner (1717–1772), Pfarrer und Slawist
- Andreas Nitsche (Handrij Nyča, 1731–1795), Reisender und Gelehrter
- Johann Friedrich Burscher (1732–1805), Theologe
- Friedrich August Carus (1770–1807), Psychologe, Philosoph und Philosophiehistoriker
- Christian Friedrich Stempel (Kito Fryco Stempel, 1787–1867), Pfarrer und Dichter
- Andreas Seiler (Handrij Zejler, 1804–1872), Pfarrer und Dichter
- Karl Friedrich Ferdinand Lachmann (1817–1881), Konrektor am Gymnasium Zittau
- Karl August Jentsch (Korla Awgust Jenč, 1828–1895), Pfarrer und Literaturhistoriker
- Robert Calinich (1834–1883), evangelisch-lutherischer Geistlicher, Autor und Hamburger Hauptpastor
- Victor Schultze (1851–1937), evangelischer Theologe und Professor für Christliche Archäologie und Kirchengeschichte (Ehrenmitglied)
- Karl-Ernst Mucke (Arnošt Muka, 1854–1932), Schriftsteller und Volkskundler (Ehrenmitglied)

## Nachfolger
Obwohl es nach 1899 keine Vereinigung im Sinne der ursprünglichen Statuten von 1716 und 1766 mehr gab, berufen sich zwei studentische Vereinigungen auf die ursprüngliche Wendische Predigergesellschaft.
- Die Landsmannschaft Sorabia-Westfalen Münster sieht sich in der Rechtsnachfolge der Wendische Predigergesellschaft zu Leipzig und deshalb als älteste Studentenverbindung Deutschlands.
- Der Leipziger sorbische Studentenverein Sorabija versteht sich als Nachfolger der sorbischen Tradition der Wendischen Predigergesellschaft.

## Weitere sorbische Predigergesellschaften
Mitglieder der Wendischen Predigergesellschaft zu Leipzig, die ihr Studium der evangelischen Theologie im kostengünstigeren Wittenberg fortsetzten, gründeten dort auf Initiative des deutschen Sorabisten Johann Gottlieb Hauptmann die Wendische Predigergesellschaft zu Wittenberg (1749–1813). Die Statuten übernahmen sie weitgehend aus Leipzig. So traf man sich jeden Sonnabend in der Schlosskirche zu sorbischen Predigtübungen. Mit der Auflösung ihrer Alma Mater, der Universität Wittenberg, konnte auch die Wendische Predigergesellschaft zu Wittenberg die Wirren der Befreiungskriege innerhalb der Napoleonischen Kriege nicht überstehen.
Ähnlich geartete Vereinigungen sorbischer Theologiestudenten gab es beispielsweise noch am Wendischen Seminar in Prag in Form der 1846 gegründeten Serbowka, in der sich katholische Priesteramtsseminaristen zu Sprach- und Predigtübungen trafen.